# 长爪石斛
长爪石斛（学名：Dendrobium chameleon），为兰科石斛属下的一个种。

## 扩展阅读
- 维基共享资源上的相關多媒體資源：长爪石斛
- 維基物種上的相關：长爪石斛